# If (píseň, Pink Floyd)
"If" je píseň napsaná Rogerem Watersem pro skupinu Pink Floyd. Skladba poprvé vyšla na albu Atom Heart Mother z roku 1970.